# Dioecesis Moesiae

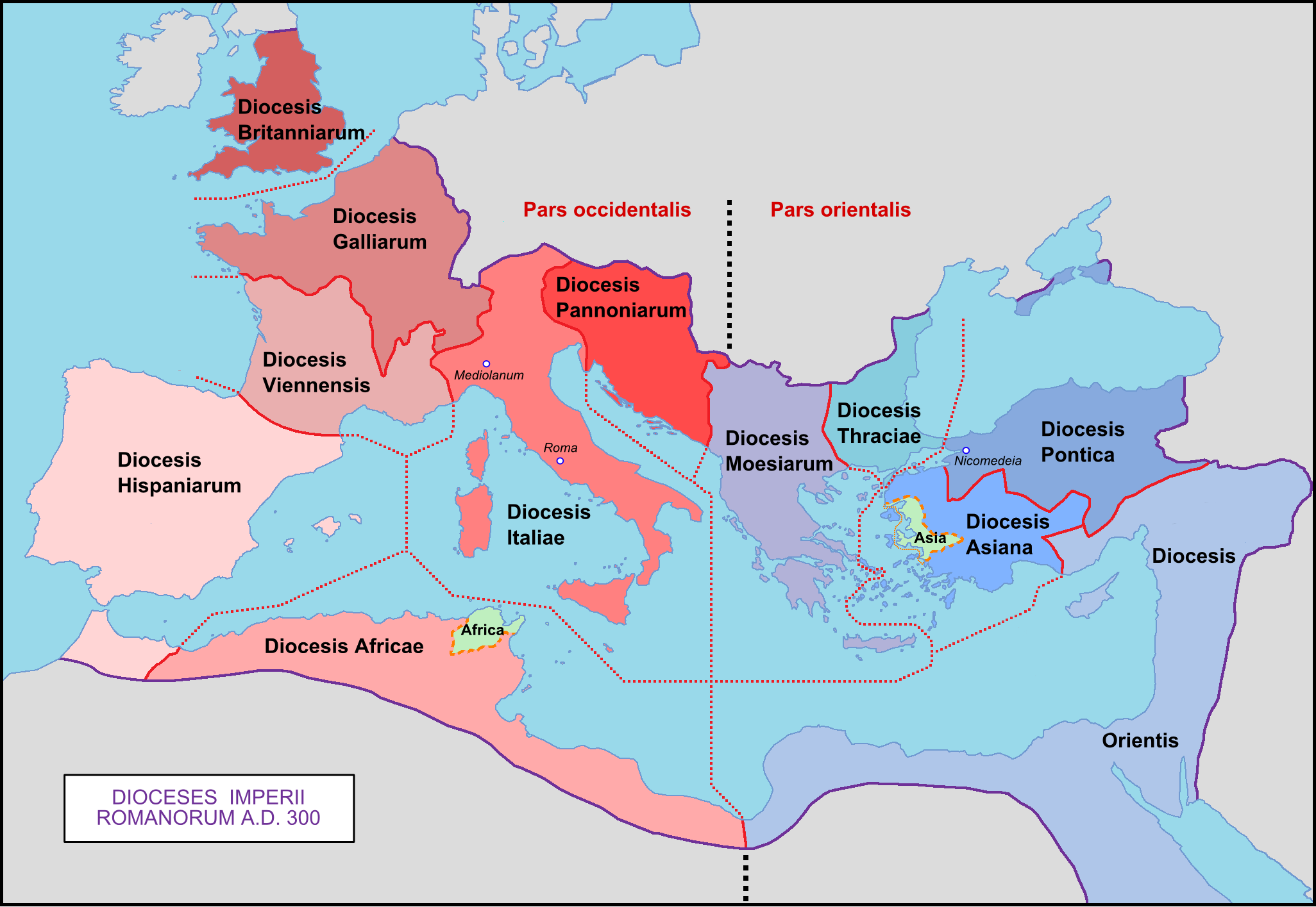
Die Diözesen von ca. 293 bis vor 337.

Die Dioecesis Moesiae (griechisch: Διοίκησις Μοισιών) war eine spätantike Verwaltungseinheit (Dioecesis) des Römischen Reiches im südöstlichen Europa. Sie bestand von 293 bis vor 337 nach Christus.

## Gebietsstruktur
Die Dioecesis Moesiae umfasste folgende 11 Provinzen:
- Dacia mediterranea
- Dacia ripensis
- Moesia superior/Margensis
- Dardania
- Macedonia
- Thessalia
- Achaea
- Praevalitana
- Epirus nova
- Epirus vetus
- Creta

Die Provinz Moesia inferior am südlichen Ufer der unteren Donau gehörte nicht zur Diözese.

## Geschichte
Das Römische Reich war zunächst in 46 Provinzen aufgeteilt, die von Diokletian im Wesentlichen durch Aufteilung um 300 nach Christus auf 101 Provinzen erhöht wurden, die wiederum in Diözesen zusammengefasst wurden. Der Leiter der Diözesen (und Provinzen) war der Vicarius, Stellvertreter des nach 312 aus dem militärischen Prätorianerpräfekten hervorgegangenen Zivilbeamten. Bereits unter Konstantin dem Großen (also vor dem Todesjahr 337) wurde die Diözese aufgeteilt in die Dioecesis Macedoniae und die Dioecesis Daciae.